# Frederik Vermehren
Johan Frederik Nikolai Vermehren, más conocido como Frederik Vermehren (Ringsted, Dinamarca, 12 de mayo de 1823 - (Copenhague, 10 de enero de 1910), fue un pintor realista danés con una obra que desarrolló entre la Edad de Oro danesa y los  pintores de Skagen.

## Datos biográficos
Sus padres fueron Friedrich Nicolaus Vermeheren y Sophie Amalia Vermehren. Sus primeros estudios los realizó con Hans Harder en la Academia Sørø. Su padre se oponía a que fuera pintor pero el poeta Bernhard Severin Ingemann logró convencerlo y Frederik pudo estudiar en la Real Academia de Bellas Artes de Dinamarca.

En 1848 se alistó como voluntario en la primera guerra de Schleswig pero tuvo que desistir por su salud precaria. Contrajo matrimonio con Thomasine Ludvigne Grüner, con la que tuvo diez hijos, entre los que se destacaron los pintores Sophus y Gustav Vermehren.
En 1864 se convirtió en miembro de la Real Academia de Bellas Artes de Dinamarca y, un año después, en 1865, en uno de sus profesores. Entre sus alumnos sobresalientes estuvieron P.S. Krøyer, Vilhelm Hammershøi y Michael Ancher. 
Entre otras distinciones, en 1890, recibió el premio Treschow y, en 1891, fue nombrado diplomático honorario en Berlín.

## Obra
Vermehren fue un pintor realista que tendió a cierta idealización. Sus obras se caracterizan por mostrar personajes campesinos y escenas de género tratados con un eximio manejo del color y la luz. Hacia 1870, se dedicó, principalmente, a los retratos consiguiendo un gran reconocimiento. Se considera uno de los representantes más destacados del género romántico nacionalista de mediados del siglo XIX.